# کافت هاوراکی
کافت هاوراکی یک سیستم دره کافتی فعال ان ای اس به ان دبلیو ای اس یی در جزیره شمالی نیوزیلند است که فرث تیمز و دشت هاوراکی را تولید نموده. و عرض آن کمابیش ۲۵ کیلومتر (۱۶ مایل) و طول آن ۲۵۰ کیلومتر (۱۶۰مایل) می‌باشد.

## فعالیت زمین گرمایی
چشمه‌های حرارتی در راستای لبه‌های شکاف و مرکز در سراسر ناحیه با توان حرارتی ۶٫۵ مگاوات در مجموع پیدا می‌شود.